# Tomaso Albinoni
Tomaso Albinoni (ur. 8 czerwca 1671 w Wenecji, zmarł 17 stycznia 1751 tamże) – jeden z największych włoskich kompozytorów późnego baroku.

## Życiorys

### 1671-1704
Albinoni był drugim dzieckiem bogatego weneckiego kupca i producenta papieru i kart do gry Antonio Albinoniego (ok. 1634–1709) i jego żony Lucrezii Fabris-Albinoni (ok. 1645–1687). Przyszedł na świat na terenie weneckiej parafii San Moisè. W roku 1684 Antonio Albinoni odziedziczył cały zakład po poprzedniej właścicielce, co zapewniło rodzinie takie dochody, że mogła sobie pozwolić na dom wypoczynkowy w Prata di Pordenone na Terraferma.
Tomaso był przyuczany do zawodu producenta kart, a ponadto brał lekcje muzyki, co w owych czasach było normą w zamożnych rodzinach. Nie wiadomo, kto go uczył. Być może był to Giovanni Legrenzi. W roku 1694 Tomaso zdobył popularność jako kompozytor, gdy napisał swą prawdopodobnie pierwszą operę: Zenobia, regina de Palmireni oraz cykl utworów instrumentalnych: Suonate a tre op. 1. Sam Albinoni określał siebie jako „diletante venete” lub „dilettante veneto”, nawet gdy był już uznanym i doświadczonym kompozytorem.
Sukces Zenobii zapoczątkował bogatą twórczość operową Albinoniego, który pisywał 1-2 dzieła rocznie, od 1703 roku wystawiane nie tylko w Wenecji, ale też w takich miastach jak: Florencja, Genua, Bolonia, Ferrara, Brescia, Rzym, Treviso. Albinoni zawsze osobiście dyrygował tymi realizacjami.
Jego pracodawcą przez pewien czas był książę Mantui Ferdynand Karol Gonzaga, któremu Albinoni dedykował swoje opus 2 z 1700 roku.

### 1705-1722
17 marca 1705 roku Albinoni poślubił w Mediolanie śpiewaczkę Margheritę Raimondi (1683/84–1721), która kilka lat wcześniej debiutowała w Wenecji. Państwo młodzi przeprowadzili się do weneckiej dzielnicy San Trovaso. Po ślubie Margherita występowała nadal na scenie, ale nigdy w dziełach męża (z wyjątkiem I rivali generosi, Brescia 1715).
W styczniu 1709 roku zmarł ojciec Albinoniego. Prowadzenie rodzinnego interesu pozostawił Tommaso Albinoni swym braciom Domenico i Giovanniemu, a sam poświęcił się komponowaniu, zachował sobie jednak udział 1/3 w zyskach.
Kiedy zadłużona firma podupadła i w 1721 roku przejął ją pewien zamożny duchowny, Albinoni przeniósł się do tańszej dzielnicy San Barnaba. Jednak jego reputacja kompozytora znanego nie tylko w Wenecji, ale i w Londynie i Amsterdamie (1715 wydrukowano tam op. 7, a w 1721 op. 9) i wynikające z tego dochody pozwoliły przezwyciężyć kłopoty finansowe. Według pewnego (?) źródła z XIX wieku miał on wówczas otworzyć małą szkołę śpiewu. 22 sierpnia 1722 roku jego żona zmarła na zapalenie jelit. Pod względem finansowym rok 1722 był bardzo udany. Albinoni dedykował powstałe wówczas 12 Concerti a cinque op. 9 elektorowi bawarskiemu Maksymilianowi II Emanuelowi. Odtąd zaczął otrzymywać zlecenia na dzieła muzyczne z Monachium.
Na wesele Karola Alberta, syna Maksymiliana, z Marią Amalią Habsburg, córką cesarza Józefa I, które odbyło się 5 października 1722 roku, skomponował Albinoni operę I veri amici i mniejszą kompozycję „componimento poetico” Il trionfo d’Amore.

### 1723-1751
Albinoni często dedykował swe utwory prominentnym postaciom swej epoki. Kardynałowi Pietro Ottoboniiemu poświęcone było op. 1. Pozostałymi odbiorcami dzieł kompozytora byli:
- książę Mantui Ferdynand Karol Gonzaga (op. 2),
- książę Toskanii Gian Gastone de’ Medici (op. 3),
- kardynał Francesco Maria de’ Medici (op. 4),
- markiz Carlos Felipe Antonio Spinola Colonna (op. 5),
- hrabia Christian Heinrich von Watzdorf (op. 8),
- markiz Don Luca Fernando Patiño (op. 10).

Albinoni napisał muzykę na imieniny cesarza Karola VI (Il nome glorioso in terra, santificato in cielo) i jego żony Elżbiety von Braunschweig-Wolfenbüttel (Il nascimento de l’Autora)
Albinoni rzadko widywał się z innymi kompozytorami. Nie należał ani do Arte de’ Sonadori, ani do Società Santa Cecilia. Mimo to przy pisaniu kilku oper współpracował z innymi kompozytorami. Wiadomo, że znał go i lubił Johann Georg Pisendel, któremu Albinoni zadedykował jedną z sonat skrzypcowych.
Ostatnie swe opery skomponował w roku 1734 (Candalide) i 1741 (Artamene). W 1743 roku jako 72-latek starał się o dobrze płatną posadę maestro di coro w Ospedale dei derelitti (Ospedaletto). Zamiast niego wybrany został Nicola Porpora.
Pod koniec życia Albinoni, podobnie zresztą jak Vivaldi, próbował dostosować swą muzykę do coraz popularniejszego stylu preklasycystycznego, niestety bez powodzenia. Vivaldiemu również się to nie udało.
Ostatnie 10 lata życia przeżył w skromnych warunkach wraz z trojgiem swych dzieci. Przed śmiercią był przez 2 lata przykuty do łóżka. Jak napisał lekarz, Albinoni zmarł w wyniku cukrzycy (Diabetes mellitus) i zapalenia strun głosowych.

## Styl i znaczenie
Albinoni pisał opery, kantaty, koncerty i drobne utwory instrumentalne, spośród których najbardziej znane są koncerty na obój.
Fragmenty utworów Albinoniego inspirowały Johanna Sebastiana Bacha, który napisał kilka fug na tematy zaczerpnięte z jego dzieł.
Jego styl uplasował się pomiędzy szerokim oddechem muzyki Vivaldiego, a znacznie bardziej oszczędnym i bardziej fugowanym Corellego. Sam Albinoni wywarł ogromny wpływ na Bacha, który znał i przepisywał jego dzieła ucząc się na nich sztuki kompozycji. Ulubionym instrumentem Albinoniego był obój i to właśnie na ten instrument napisał on swoje najwspanialsze koncerty (concerti con oboe op. 7 i concerti con oboe op. 9).
Concerti Albinoniego są wyjątkowe w swoim rodzaju. Warto zwrócić uwagę na spójnik „con oboe” („z towarzyszeniem oboju”) zamiast częściej spotykanego w muzyce barokowej „per oboe” (na obój – jak typowe concerto grosso w typie Corellego lub Haendla), jako że obój nie jest tu instrumentem solowym, lecz wzbogacającym treść całości dźwięku. Inne instrumenty nie milkną bowiem nigdy by ustąpić miejsca soliście. Nadaje to bogato ozdobnej, a przy tym lekkiej muzyce Albinoniego wyjątkową energię i radość.
Jako autor ponad 80 koncertów i wielu sonat Albinoni był nie tylko jednym z najwybitniejszych kompozytorów swojej epoki, ale i jednym z najpłodniejszych. Albinoni komponował także opery dla teatrów weneckich, jednak dziś są one mniej znaną częścią jego twórczości.

## Dzieła Albinoniego
- Opus 1 (1694) 12 sonat triowych
- Opus 2 (1700) 6 sinfonii i 6 koncertów na 5 instrumentów
- Opus 3 (1701) 12 „baletti” na zespół kameralny
- Opus 4 (1704) 6 sonat da Chiesa na skrzypce i basso continuo
- Opus 5 (1707) 12 koncertów
- Opus 6 (1711) 12 sonat da Camera na skrzypce i basso continuo
- Opus 7 (1716) 12 koncertów na smyczki i obój
- Opus 8 (1721) 6 sonat i 6 „baletti”
- Opus 9 (1722) 12 koncertów na smyczki i obój
- Opus 10 (1735) 12 koncertów smyczkowych

Muzykę Albinoniego wydobyto z zapomnienia na początku XIX wieku, między innymi dzięki zapożyczeniom Bacha.
Nie wszystkie dzieła Albinoniego są opusowane, poza tym lista ta nie zawiera dużej ilości oper z rzadka dziś wykonywanych. Jedynie 4 z nich są dostępne na płytach CD.

## „Adagio”
Słynne Adagio g-moll na smyczki i organy należy do obszernego działu muzycznych mistyfikacji. W rzeczywistości do Albinoniego w tym utworze należy jedynie partia basu. Cała nadbudowa (melodia, harmonizacja, rytm i układ partytury) należy do Remo Giazotto żyjącego w latach 1910-1998. Ów włoski muzykolog pod koniec II wojny światowej odnalazł w gruzach biblioteki w Dreźnie fragment orkiestrowej partii basu nieznanego koncertu Albinoniego. Ponieważ reszta partytury zginęła podczas bombardowania i nie została później odnaleziona, Giazotto postanowił ocalić resztę, nadając jej kształt dzieła ukończonego i komponując słynne później Adagio w roku 1949 i wydając pod nazwiskiem Albinoniego w roku 1958. Obecnie jednak uważa się, że utwór ten w całości jest dziełem Remo Giazotto
Utwór ten otrzymał rozgłos międzynarodowy m.in. dzięki Herbertowi von Karajanowi, który Adagio nagrał i często włączał do programu swoich koncertów.
Adagio wykorzystał także zespół The Doors w swojej kompozycji „Feast of Friends” którą członkowie grupy stworzyli po śmierci wokalisty Jima Morrisona. Utwór można znaleźć na albumie An American Prayer oraz usłyszeć w filmie The Doors.
Motyw „Adagio” został wykorzystany również przez zespół Renaissance, który na płycie „Turn of the Cards” zagrał go we własnej aranżacji oraz z linią wokalną w utworze pod tytułem „Cold is being”. Wśród gitarzystów popularna jest również wersja nagrana przez szwedzkiego wirtuoza-rockmana, Yngwie Malmsteena.